# Khóa Velcro
Dây khóa Velcro bao gồm 2 dải băng, một dải chứa hàng nghìn cái móc li ti, dải còn lại thì sở hữu hàng nghìn những vòng tròn cũng nhỏ không kém. Khi ghép hai dải băng này lại, móc sẽ gắn vào vòng tạo ra cơ chế giữ lại hết sức chắc chắn nhưng vẫn rất dễ gỡ ra khi cần thiết.
Dây khóa Velcro ban đầu được hình thành vào năm 1941 bởi kỹ sư người Thụy Sĩ George de Mestral. 
Năm 1948, một kĩ sư người Thụy Sĩ George de Mestral., cũng là một nhà leo núi nghiệp dư, đang đi xuyên qua một khu rừng với chú chó của mình. Khi về đến nhà, ông để ý đến những hạt cây bị móc vào quần áo và tự hỏi rằng liệu một cơ chế tương tự có thể được dùng cho mục đích thương mai hay không. Thế là ông nghiên cứu một hạt cây dưới kính hiển vi rồi phát hiện ra rằng bên trên bề mặt của nó có rất nhiều cái móc nhỏ xíu. Chính những cái móc này đã giúp hạt bám vào vải cũng như các loại lông khác. Sau hơn 8 năm tìm tìm nghiên cứu và làm việc, ông đã tạo ra một thứ mà ngày nay được gọi là Velcro. Thuật ngữ này xuất phát từ chữ "Velvet" (nhung) và "Crochet" (móc).